# Пемброк-Пайнс
Пемброк-Пайнс (англ. Pembroke Pines) — город на юго-востоке американского штата Флорида. По состоянию на 2021 год население города составляет 171 178 человек, что делает его вторым городом по численности населения в округе Брауард, одиннадцатым в штате Флорида и 157-м в США.

Пемброк Пайнс и округ Брауард на карте Флориды

## География
Пемброк-Пайнс расположен на юго-востоке Флориды, приблизительно в 20 километрах к западу от восточного побережья, в 35 км к северу от Майами и 15 км южнее города Форт-Лодердейл. К западу от города находится Национальный парк Эверглейдс, с юга граничит с городом Мирамар.
По данным Бюро переписи населения США, город имеет общую площадь 90,2 квадратного километра (35 кв. миль), из которых 85,8 квадратного километра (33 кв. миль) приходится на сушу и 4,4 квадратного километра (1,7 кв. миль) (4.88 %) приходится на водоемы, что делает его одним из крупнейших городов округа Брауард.

## История
По легенде название города восходит к сэру Эдварду Дж. Риду, члену британского парламента от графства Пембрук с 1874 по 1880 год. В 1882 году Рид основал во Флориде компанию Mortgage Company и приобрел у Гамильтона Дисстона в общей сложности 2 миллиона акров преимущественно заболоченных земель, расположенных в южной половине Флориды. 
Дорога, проложенная через один из трактов, стала известна как Пемброк-роуд. Город начинался как сельскохозяйственные угодья, занятые молочными фермами, и рос после Второй мировой войны, когда военнослужащие уходили на пенсию. 
В 1943 году фермер по имени Генри Д. Перри продал участок земли площадью 640 акров ВМС США для строительства военной лётной школы. 
Один из первых домов принадлежал Уолтеру Смиту Кипнису, в последующем первому первому мэру города, и был построен в 1956 году. Тогда он был известен как «Деревня Пемброк-Пайнс», вокруг которого образовалось поселение к 1959 году. В январе 1960 года в Пембрук-Пайнс прошли очередные выборы, и деревня стала городом. 
Официально город Пембрук-Пайнс был зарегистрирован 16 января 1960 года. Городские службы были добавлены в 1960-х годах, когда было построено первое здание пожарной части возле аэропорта Норт-Перри. В 1977 году в северо-западной части города была построена тюрьма строгого режима, известная как исправительное учреждение Брауард (впоследствии закрыта в 2012 году). В 1980 году началось строительство межштатной автомагистрали 75 в сторону Майами. Быстрый рост населения города в середине-конце 1990-х годов был частью последствий урагана Эндрю в 1992 году, который пронесся над округом Майами-Дейд, причинив колоссальные разрушения. Тысячи жителей южного округа Майами-Дейд переехали на север, в округ Брауард, многие в Пемброк-Пайнс. В результате бума город Пемброк-Пайнс занял третье место в списке «Самых быстрорастущих городов» в Соединённых Штатах в 1999 году. Позволить переселиться могли себе позволить люди с достаточными доходами, поэтому средний годовой доход домашних хозяйств в городе тогда вырос и стал больше среднего по штату. 
В 2004 году город был награждён премией «All-America City Award» (с англ. — «Всеамериканский город») присуждаемой Национальной гражданской лигой, которую неофициально называют «Нобелевской премией за конструктивное гражданство» и которая выдается за активную гражданскую позицию жителей некорпоративных сообществ Соединённых Штатов в жизни местного самоуправления. 
Население города выросло с 65 452 человек в 1990 году до 157 594 человек в 2011 году.

## Достижения
В 2004 году Пемброк-Пайнс был в числе финалистов All-American City за свои общественные программы и гражданскую активность, а в 2005 получил «премию за выдающиеся достижения» на конкурсе «2005 City Livability Awards». В 2014 году Пемброк-Пайнс занял 32-е место в рейтинге 50 лучших мест для жизни по версии журнала Money Magazine и в том же году Wallethub назвал Пемброк-Пайнс «Лучшим городом латиноамериканских предпринимателей 2014 года».